# Черишоли, Лука
Лука Черишоли (итал. Luca Ceriscioli; род. 15 марта 1966, Пезаро) — итальянский политик, губернатор области Марке (2015—2020).

## Биография
Родился 15 марта 1966 года в Пезаро, получил высшее математическое образование, защитил дипломную работу по системам автоматизированного проектирования.
Преподавал математику в технико-промышленном лицее Урбино, в 1990-е годы занялся политикой в рядах Демократической партии левых сил, возглавив через некоторое время городскую партийную организацию в Пезаро. Был избран депутатом совета одного из округов Пезаро, позднее занял должность асессора по общественным работам в городской администрации. С 2004 по 2014 год — мэр Пезаро.
31 мая 2015 года возглавил на региональных выборах в Марке левоцентристскую коалицию с участием Демократической партии, блока популяристов и Союза Центра, а также местного гражданского списка UNITI PER LE MARCHE (Объединившиеся за Марке). За эту коалицию проголосовали 43,57 % избирателей, а за самого Черишоли как за главу региональной администрации — 41,07 % (сильнейшим из соперников оказался представитель Движения пяти звёзд Джованни Маджи, которого поддержали 21,78 % избирателей).
12 июня 2015 года официально вступил в должность.
20-21 сентября 2020 года в Италии состоялись региональные выборы, итоги которых в регионе Марке оказались неудачными для левоцентристов. Возглавляемый Франческо Акуароли правоцентристский блок на основе Лиги Севера с участием партий Вперёд, Италия и Братья Италии заручился поддержкой 49,1 % избирателей, а левоцентристы Маурицио Манджаларди (Maurizio Mangialardi) остались вторыми с результатом 37,3 %.

## Личная жизнь
Жена — Лара, у них есть двое детей — Маттео и Джулия, которым в июне 2015 года было соответственно 16 и 19 лет.